# 찰스 루이스 케이데스
찰스 루이스 케이데스(Charles Louis Kades, 1906년 3월 12일 ~ 1996년 6월 18일)은 미국의 군인, 법률가이다. 1927년 코넬 대학교, 1930년 하버드 법학대학원을 마치고 법률사무소에서 근무하다가 1933년부터 1942년까지 미국 공공사업청(Public Works Administration), 재무부 등에서 근무했다. 1942년 예비군에서 소집되어 복무하다가 1945년 8월 25일 일본에 들어왔다. 연합군 최고사령부 민정국장을 맡았고, 코트니 휘트니가 민정국장을 맡자 민정국 차장을 지내면서 일본국 헌법 개정 과정에 영향을 미쳤다. 1949년 5월에 전역하여 변호사로 1976년까지 근무했다. 1996년 사망했다.